# Plinthisus compactus
Plinthisus compactus är en insektsart som först beskrevs av Philip Reese Uhler 1904.  Plinthisus compactus ingår i släktet Plinthisus och familjen Rhyparochromidae. Inga underarter finns listade i Catalogue of Life.